# Уфаоргсинтез
«Уфаоргсинтез» (баш. «Өфөоргсинтез»; до 1994 года — Уфимский завод синтетического спирта) — производитель продукции органического синтеза, одно из четырёх промышленных градообразующих предприятий по переработке нефти в городе Уфе. Принадлежит акционерной нефтяной компании «Башнефть». Награждён орденом Трудового Красного Знамени (1966).
Основные виды деятельности компании — производство нефтехимической продукции,  работа с попутными газами нефтепереработки с получением полипропилена, полиэтилена разных марок, фенола, ацетона, альфа-метилстирола, дифенилолпропана, изопропилбензола, синтетического этилен-пропиленового каучука и других продуктов нефтехимии. 

## История
Уфимский завод синтетического спирта основан в 1949 году, введён в эксплуатацию в 1956 году. С 1994 года входило в Башкирскую нефтехимическую компанию. В 1994 году на базе завода образовано акционерное общество открытого типа «Уфаоргсинтез», которое в 2015 году переименовано в публичное акционерное общество «Уфаоргсинтез».
Компания находится в производственной интеграции с НПЗ ПАО АНК «Башнефть».
За годы эксплуатации ПАО «Уфаоргсинтез» наращивает объём выпускаемой продукции и расширяет её ассортимент.
Предприятие выпускает около 30 наименований нефтехимической продукции и 25 наименований потребительских товаров. Завод организации в 2013 году вырабатывал около 25%  выпускаемого в РФ фенола, 15% ПВД и 14% полиэтилена. В настоящее время на заводе ведётся работа по изучению и подготовке к выпуску новых марок сополимеров ПП. 
В компании выпускается корпоративная газета «Башкирская нефть».

## Продукция
Основная производимая продукция органического синтеза (фенол синтетический технический, ацетон технический, альфа-метилстирол, дифенилолпропан), полимерные материалы (полиэтилен высокого давления и полипропилен различных марок в зависимости от назначения, каучук этиленпропиленовый СКЭП и этиленпропилендиеновый СКЭПТ, композиции полиэтилена для кабельной промышленности) и товары народного потребления, включая плёнку полиэтиленовую. 
В настоящее время завод выпускает также ацетон, фенол и альфа-метилстирол. Здесь освоено производство около 70 марок полипропилена.
Выпускаемые продукты нефтехимии отгружаются во все федеральные округи страны, в около 20 стран, включая Финляндию, Турцию, страны Восточной и Западной Европы, Балтии, Китай, СНГ.
Потребителями продукции ПАО «Уфаоргсинтез»  являются  предприятия химического комплекса, которые используют её в качестве сырья в производстве оргстекла, дифенилолпропана, фенолоформальдегидных смол, алкилфенола, присадок к маслам, плёнок, изделий технического, сельскохозяйственного назначения, резинотехнических изделий. Также нефтехимические товары предприятия находят применение в машиностроении, легкой промышленности, медицине, производстве электронных и электротехнических приборов, используется для изоляции трубопроводов и кабелей в электроприборах, в качестве антикоррозийных покрытий.

## Собственники и руководство
Общее количество акционеров ПАО «Уфаоргсинтез» по состоянию на 31 декабря 2018 года составляет около 1300 лиц.
Крупнейшими акционерами общества являются АО «Объединённая нефтехимическая компания» (67,53 % от уставного капитала) и ПАО "Акционерная нефтяная компания «Башнефть»" (19,04 % от уставного капитала).
30 августа 2018 года генеральным директором назначен Юрий Владимирович Дудников, занимавший пост руководителя управления Росприроднадзора по Республике Башкортостан в 2010—2018 годах. Росприроднадзор осуществлял и осуществляет федеральный экологический контроль на предприятии, вправе проводить внеплановые проверки, выдаче требований по снижению негативного воздействия на окружающую среду после согласования с органами прокуратуры.
С 17 августа 2021 года вместо Дудникова и. о. генерального директора назначен первый заместитель гендиректора по производству Каширин Николай Павлович.
Председатель совета директоров — Романов Александр Анатольевич.

### Показатели деятельности
Чистая прибыль ПАО «Уфаоргсинтез» по итогам 2015 года — 1,74 млрд р.
Выручка от реализации продукции за этот период — 20,91 млрд р., себестоимость реализованной продукции — 18,43 млрд р., прибыль от продаж — 6,22 млрд р.